# Imro Fong Poen
Imro Etienne Fong Poen (ca. 1940) is een Surinaams politicus en zakenman.
Van 1958 tot 1966 studeerde hij in Nederland aan de Landbouwhogeschool Wageningen. Terug in eigen land deed hij als afgestudeerd landbouwkundig ingenieur citrus- en vruchtbomenonderzoek bij het landbouwproefstation.
Na de Sergeantencoup van februari 1980 kreeg Suriname een maand later een regering onder leiding van Henk Chin A Sen. In augustus van dat jaar werd Marcel Chehin minister van Financiën en Economische Zaken maar na een meningsverschil met de Nationale Militaire Raad (NMR) nam hij in begin november alweer ontslag. Chin A Sen heeft die functies tijdelijk waargenomen en later dat jaar werd Fong Poen minister van Economische Zaken.
In het volgende kabinet-Neijhorst bleef Fong Poen minister van dat ministerie dat intussen hernoemd was tot 'Transport, Handel en Industrie'. Kort na de Decembermoorden in 1982 stapte dat hele kabinet op. In het daaropvolgde kabinet-Alibux behield Fong Poen zijn functie. Toen in februari 1984 het kabinet-Udenhout I aantrad, werd Fong Poen naast minister van Transport, Handel en Industrie ook minister van Landbouw, Veeteelt en Visserij. Van de negen ministers in dat kabinet hadden er vijf zitting namens de Nationale Militaire Raad (onder wie Fong Poen), twee namens de vakbeweging en twee namens het bedrijfsleven. In januari 1985 werd de samenstelling van het kabinet herzien; Fong Poen bleef aan op Transport, Handel en Industrie, maar werd door Rajkumar Ranjitsing namens het bedrijfsleven opgevolgd als minister van Landbouw, Veeteelt en Visserij. In juli 1986 kwam een eind aan zijn ministerschap toen het kabinet-Radhakishun werd beëdigd met Wim de Miranda als zijn opvolger. Eerder dat jaar was Fong Poen in opspraak geraakt vanwege vermeende betrokkenheid bij het schandaal rond de Scheepvaart Maatschappij Suriname (SMS). Er was toen ook een justitieel onderzoek tegen hem ingesteld naar mogelijke frauduleuze handelingen.
Daarna bekleedde hij tot eind 1992 een leidinggevende positie bij verschillende palmolie-bedrijven. In 1993 begon hij een eigen bedrijf (Dulim Trading) dat zich vooral bezighoudt met handel in olie, waar hij sindsdien eigenaar/directeur is.